# Bonifazio Graziani
Bonifacio Graziani (Bonifatio Gratiani; Marino o Rocca di Botte, 1606 circa – Marino, 15 giugno 1664) è stato un compositore italiano uno dei maggiori rappresentanti della scuola polifonica romana del XVII secolo.

## Biografia
Nacque nel 1606 circa a Marino (o secondo altri a Rocca di Botte). Il padre Lorenzo e il fratello maggiore Graziano erano nativi di Rocca di Botte, e si erano stabiliti a Marino agli inizi del Seicento. Secondo quanto afferma lo storico Domenico Pierantoni (secolo XVII) anche Bonifacio era nato a Rocca di Botte, ma non vi sono altri documenti che possano comprovarlo. L'atto di morte ed altri documenti sono concordi nell'indicare Bonifacio come nativo di Marino, feudo della famiglia Colonna, in cui erano nati anche i musicisti suoi contemporanei Giacomo Carissimi e Giovanni Battista Mocchi (1620-1688). Nella dedica a quest'ultimo del Quinto libro dei mottetti (1669) del defunto fratello, Graziano Graziani ricordava Marino quale «patria famosa de più canori mostri, che ... ha saputo produrre nelli signori Giacomo Carissimi, Bonifatio Gratiani e voi, mio sig. cavalier Gio. Battista Mocchi, le tre sirene di paradiso».
Tra il 1640 e il 1646 è documentata la sua attività di canonico della cattedrale di Marino. Trasferitosi a Roma, dal 1648 divenne maestro di cappella della Chiesa del Gesù e del Seminario romano, conservando questi due incarichi fino alla morte. Fu anche membro della Congregazione de' musici di Roma. Tra i suoi allievi Filippo Bonechi, Clemente Antoni e Giovanni Battista Giansetti.
Morì a Marino il 15 giugno 1664, dove fu sepolto nella chiesa di San Barnaba.
Di Graziani si ricordano in particolare i numerosi mottetti a voce sola e per 2, 3, 4 voci, pubblicati in decine di raccolte a stampa, e due oratori su testo latino, Adae oratorium e Filii prodigi oratorium. È considerato, insieme a Giacomo Carissimi e a Francesco Foggia, uno dei più rappresentativi compositori della musica sacra romana in stile concertato del Seicento. Gran parte della sua produzione fu pubblicata postuma, a cura del fratello Graziano Graziani e del nipote Domenico Graziani, così come disposto per testamento dal compositore.
Un suo ritratto, inciso su rame da Claude Randon, su disegno del cantore pontificio e pittore Domenico Palombi, detto Rodomonte, recante l'età e la data di morte, fu pubblicato a cura del nipote Domenico con dedica a frà Nicolò Barberini.

## Opere
Opere stampate (a Roma salvo diversa indicazione)
- Motetti a due, tre, quattro, cinque e a sei voci con basso continuo op. 1, 1650 (anche Antwerpen 1652)
- Il secondo libro di motetti a due, tre, quattro, cinque e sei voci con basso continuo op. 2, 1652
- Motetti a voce sola op. 3, 1652 e 1655
- Psalmi vespertini quinque vocibus cum organo, et sine organo decantandi, Liber I, op. 4, 1652
- Psalmi vespertini quinque vocibus concinendi op. 5, 1653
- Il secondo libro de motetti a voce sola op. 6, 1655
- Motetti a due, tre, quattro e cinque voci, Libro terzo, op. 7, 1656
- Il terzo libro de motetti a voce sola op. 8, 1658
- Responsoria hebdomadae sanctae, quatuor vocibus concinenda, una cum organo si placet op. 9, 1663
- Il quarto libro de motetti a voce sola op. 10, 1664
- Litanie della Madonna a tre, quattro, cinque, sette e otto voci op. 11, 1665
- Antifone della Beatissima Vergine Maria…, composte in musica a quattro, cinque e sei voci op. 13, 1665
- Antifone per diverse festività di tutto l'anno, a due, tre e quattro voci op. 14, 1666
- Sacri concerti a due, tre, quattro e cinque voci op. 15, 1668
- Partitura del quinto libro dei motetti a voce sola op. 16, 1669 e 1684
- Psalmi vespertini, binis choris op. 17, 1670
- Il primo libro delle messe a quattro e cinque voci con basso continuo op. 18, 1671
- Sacrae cantiones una tantum voce. Liber sextus, op. 19, 1672
- Motetti a due, tre, quattro e cinque voci, Libro sesto, op. 20, 1672
- Motetti a due, tre, quattro e cinque voci per ogni tempo op. 12, 1673
- Hinni vespertini per tutte le principali festività dell'anno, composti in musica a tre, quattro e cinque voci, alcuni con li ripieni op. 21, 1673
- Il secondo libro delle messe a quattro, cinque e otto voci con basso continuo op. 22, 1674
- Motetti a due, tre e quattro voci op. 23, 1674
- Motetti a due, tre, quattro e cinque voci op. 24, 1676
- Musiche sagre e morali composte ad una, due, tre e quattro voci op. 25, 1678.

Opere manoscritte
- 100 composizioni sacre (Oxford, Christ Church Library, Mss. 7, 13, 17, 83, 350).
- 17 composizioni sacre (Londra, British Library, Mss. Add. 22099, 31412, 31399, 33234, 33235)
- 2 oratori latini Adae e Filii prodigi (Bologna, Museo internazionale e Biblioteca della musica, Q.43)